# Het laatste oordeel (Hans Memling)
Het laatste oordeel is een 15e-eeuws drieluik van de Vlaamse schilder Hans Memling.

## Geschiedenis
Opdrachtgever van het schilderij was Angelo Tani (1415-1492), vertegenwoordiger in Brugge van de Italiaanse bankiersfamilie De' Medici. Hij is samen met zijn vrouw Caterina Tangeli afgebeeld op de buitenkant van de zijpanelen. Het schilderij was bedoeld voor de kerk in Fiesole en werd in 1473 vanuit Brugge verscheept naar Italië. Onderweg werd het schip gekaapt door Hanze-kapitein Paul Beneke, uit Gdańsk. Het schilderij kreeg een plaats in de Mariabasiliek in Gdańsk.
Door diverse veroveringen is het drieluik enige malen in het buitenland geweest, in Parijs (1807-1815), Berlijn (1815-1816) en Sint-Petersburg (1939-1956). Het schilderij bevindt zich sinds de 20e eeuw in het Nationaal Museum in Gdańsk.

## Voorstelling
Het schilderij verbeeldt de dag des oordeels, zoals die wordt beschreven in het Bijbelboek Openbaring van Johannes. Memling liet zich voor de compositie inspireren door een schilderij van zijn leermeester Rogier van der Weyden. Christus is afgebeeld op het 180 cm brede middenstuk, zittend op een regenboog, omringd door zijn discipelen, Maria en Johannes de Doper.
De aartsengel Michaël weegt aan de voeten van Christus de zielen. Een zwarte duivel tracht de uitslag in zijn voordeel te beïnvloeden. De zondaar in de balans aan Michaëls rechterhand wordt soms geïdentificeerd als Tommaso Portinari. Op het linkerpaneel worden de uitverkorenen de hemel ingeleid door Petrus en engelen, op het rechterpaneel worden de verdoemden naar de hel gestuurd.

De opdrachtgever en zijn vrouw.
Portret van een man met een rode muts (1465-70) · Het laatste oordeel (1467-71) · Portret van Barbara van Vlaendenbergh (1470-1472) · Portret van een man (1470-75) · Triptiek van Jan Floreins (1479) · Triptiek van Adriaan Reins (1480) · Christus met zingende en musicerende engelen (ca. 1480-94) · Moreeltriptiek (1484) · Man met een Romeinse munt (na 1480)
- Bibliothèque nationale de France: cb12463889w (data)
- Gemeinsame Normdatei: 4283802-2
- Library of Congress Control Number: nr2002014823
- Système universitaire de documentation: 111761387
- Virtual International Authority File: 216152138558510980056